# Batalla de Ilorca
La batalla de Ilorca fue el segundo episodio de la batalla del Betis Superior, un conflicto militar que tuvo lugar durante la segunda guerra púnica entre Cartago y la República romana en el año 218 a. C. En dos enfrentamientos consecutivos, el ejército cartaginés liderado por Asdrúbal Barca, Magón Barca (hermanos de Aníbal) y Asdrúbal (hijo de Giscón) derrotaron el ejército romano bajo el mando de Publio Cornelio Escipión y Cneo Cornelio Escipión Calvo. Ambos hermanos Escipión resultaron muertos.

## Situación estratégica
Publio Cornelio Escipión y su hermano Cneo Cornelio Escipión Calvo habían estado entre el 218 a. C. y el 211 a. C. a Hispania evitando que los recursos hispanos se dirigieran a apoyar Aníbal Barca, que se encontraba luchando contra los romanos en la península itálica.
Tras la derrota de Asdrúbal Barca en la batalla de Íbera la primavera de 215 a. C., los romanos habían asegurado sus posiciones en el norte de la Ebro y procedieron a ganar la lealtad hacia la causa romana de una serie de tribus íberas. Desde Tarraco lanzaron varias misiones de saqueo en el territorio cartaginés del sur del Ebro y Publio Escipión llegó incluso a adentrarse hacia el sur hasta Sagunto el 214 a. C. Durante estos años, tanto los romanos como los cartagineses se enfrentaron para sofocar una serie de revueltas íberas.
Los hermanos Escipión no recibieron refuerzos desde Italia por culpa de la presión que los mismos romanos estaban sufriendo a manos de Aníbal en su propio territorio. Asdrúbal, por su parte, había recibido dos nuevos ejércitos bajo el mando de su hermano más joven Magón Barca y de Asdrúbal (hijo de Giscón). Estos dos nuevos ejércitos se enfrentaron con los Escipión en algunas trifulcas de resultado poco decisivo durante los años 215 a. C. a 211 a. C.
Por su parte, los hermanos Escipión consiguieron persuadir a Sifax, rey de Numídia, para que iniciara hostilidades contra Cartago en 213 a. C. con un ejército entrenado militarmente por romanos. Sin embargo, la situación en la península ibérica era lo suficientemente estable como para que Asdrúbal Barca marchara hacia África a efectos de sofocar la rebelión de Sifax en 213-212 a. C. y pudiera regresar a Hispania a finales de 212 a. C. con otros 3000 númidas bajo el mando de Masinisa, que sería el futuro rey de Numidia. Mientras tanto, en Italia, Aníbal conseguía ganar Capua, capturar Tarento y mantener el control sobre Lucania, Calabria y Apulia. Los romanos habían conseguido tomar de nuevo el control de varias ciudades italianas y ponían cerco a Capua y Siracusa.

## Situación inicial
Los hermanos Escipión contrataron a 20 000 mercenarios celtíberos para reforzar su ejército de 30 000 hombres de infantería y 3000 de caballería. Conocedores de que los ejércitos cartagineses estaban asentados en lugares diferentes con Asdrúbal Barca y 15 000 hombres al borde de Anitorgis, y Magón Barca y Asdrúbal Giscón con otros 10 000 hombres más al oeste, los hermanos Escipión planearon dividir sus fuerzas. Consecuentemente, Publi tomó 20 000 soldados romanos y aliados y atacó a Magón en las cercanías de Cástulo, mientras que Gneu tomaba una doble legión (10 000 hombres) y los mercenarios para atacar a Asdrúbal Barca. La táctica provocó dos enfrentamientos, la batalla de Cástulo y la batalla de Ilorca que tuvieron lugar con pocos días de diferencia entre una y otra.

## Batalla
Cneo Escipión llegó antes que su hermano a su objetivo, pero Asdrúbal Barca ya había ordenado a los ejércitos de Giscón, Masanisa y Amtorgis, un caudillo aliado, que se unieran a Magón. Asdrúbal entonces se mantuvo firme ante Cneo, esperándolo dentro de un campamento fortificado y sobornando a los mercenarios para que desertaran del bando romano. Esto provocó que el ejército de Asdrúbal superara en número al de Cneo Escipión.
El romano, habiendo perdido la superioridad numérica tras la deserción de los mercenarios celtíberos y aunque todavía no conocía el trágico destino de su hermano, decidió retirarse hacia el norte de Hispania cuando se topó con Magón y Asdrúbal con sus dos ejércitos que retornaban de vencer y dar muerte a Publio Cornelio Escipión y los suyos en la batalla de Cástulo.
Los romanos, en total desventaja, dejaron el campamento en plena noche, con los fuegos de campaña todavía encendidos para engañar a los cartagineses. Se dirigieron hacia el río Ebro para intentar cruzarlo y volver a la seguridad de Tarraco, pero los númides los detectaron el día siguiente. Ante la presencia cartaginesa, los romanos se vieron obligados a retirarse y resistir en una colina cercana a Ilorca. Esa misma noche, el ejército del propio Asdrúbal Barca se unió al de su hermano y al de Giscón, formando un solo y temible bloque.
En una defensa desesperada, los romanos intentaron crear una muralla defensiva utilizando su equipamiento de campaña, pues el terreno era demasiado pedregoso para poder cavar defensas, pero los cartagineses las superaron sin problemas y acabaron con el ejército romano. Cneo Escipión, al igual que Publio en Cástulo, también murió durante la batalla.

## Hechos posteriores
Los pocos romanos que pudieran huir llegaron al norte del Ebro donde finalmente se organizaron en un ejército de 8000 soldados, pero los jefes cartagineses no llevaron a cabo ninguna acción coordinada para acabar con la amenaza de los supervivientes.
A finales del 211 a. C., Roma envió unos 10 000 soldados más a Hispania, bajo el mando de Cayo Claudio Nerón, pero este no logró ninguna victoria espectacular, si bien de nuevo los cartagineses tampoco lanzaron ningún ataque serio sobre los romanos en la península. Lamentarían más tarde no haber aprovechado la ocasión, pues con la llegada de Escipión el Africano, hijo de Publio Escipión, al frente de unos 10 000 hombres, los cartagineses fueron derrotados en la batalla de Cartago Nova
- Datos: Q25405182